# Comusia
Comusia is een kevergeslacht uit de familie van de boktorren (Cerambycidae). De wetenschappelijke naam van het geslacht werd voor het eerst geldig gepubliceerd in 1864 door Thomson.

## Soorten
Comusia omvat de volgende soorten:
- Comusia abbreviatella Holzschuh, 2006
- Comusia apicalis (Pic, 1922)
- Comusia atra (Pic, 1922)
- Comusia bengalensis (Fisher, 1940)
- Comusia bicoloricornis (Pic, 1927)
- Comusia cheesmanae (Gressitt, 1959)
- Comusia decolorata (Pascoe, 1866)
- Comusia dispar Holzschuh, 2005
- Comusia fumifera Holzschuh, 2005
- Comusia malayana Hayashi, 1977
- Comusia metallica Holzschuh, 2005
- Comusia mimica Vives & Heffern, 2012
- Comusia monochroma Holzschuh, 1995
- Comusia obriumoides Thomson, 1864
- Comusia pallidula Holzschuh, 2005
- Comusia rufa (Pic, 1922)
- Comusia ruficornis (Pic, 1946)
- Comusia simillima Holzschuh, 2005
- Comusia subflavicollis Holzschuh, 2007
- Comusia testacea (Gressitt, 1937)
- Comusia thailandica Hayashi, 1986